# Оттава (Канзас)
Оттава — город в округе Франклин в штате Канзас, США.

## Демография

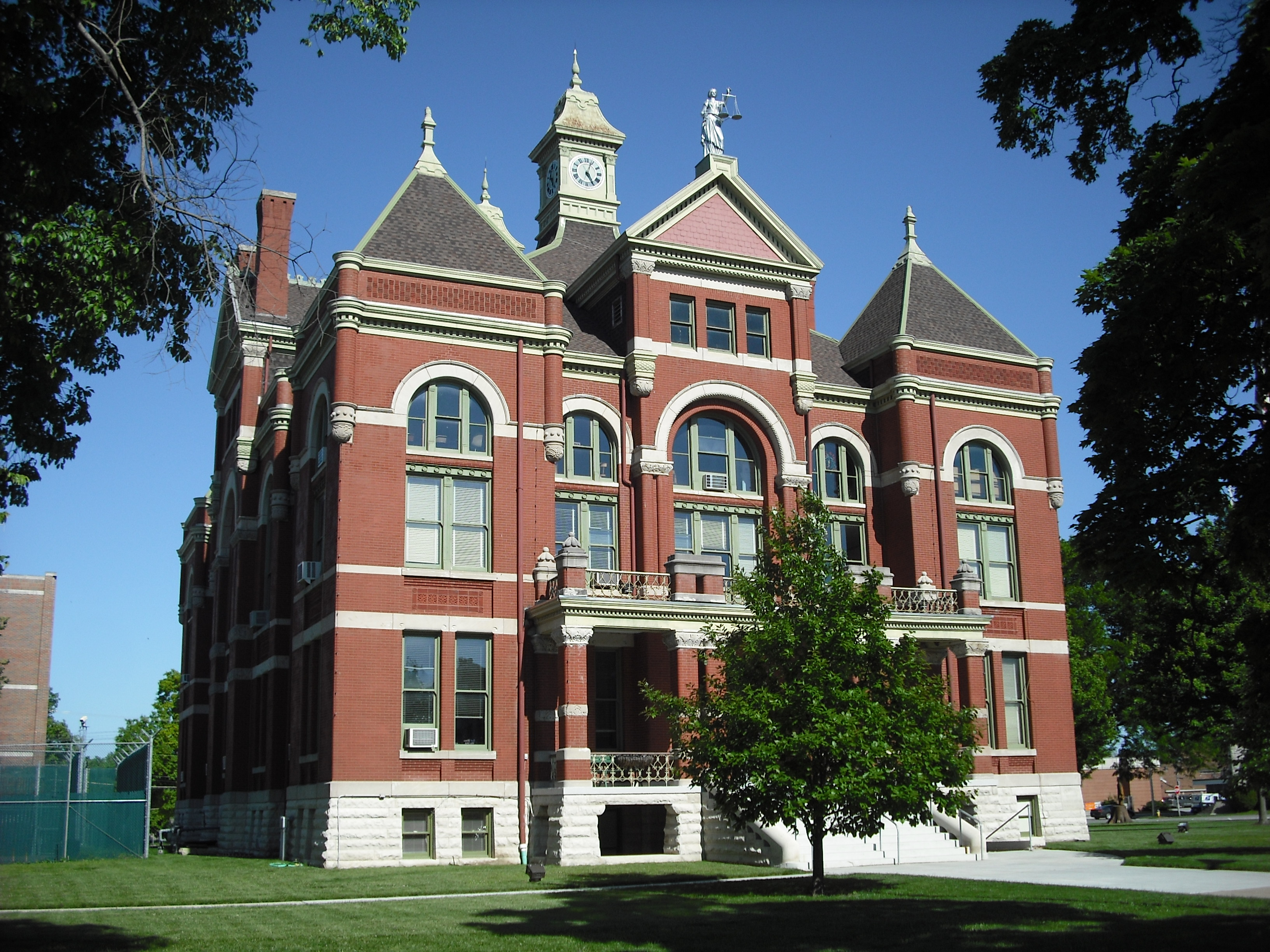
Суд округа Франклин (2009)

По данным переписи США 2000 года, его население составляло 11 921 жителей. В 2006 году численность населения составляла 12 792 человека, увеличившись на 871 (7,3 %).

## География
По данным Бюро переписи населения США, площадь города составляет 17,3 км².

## Образование
Здесь находится старейший кампус Оттавского университета (Канзас).